# Sphenomorphus shelfordi
Sphenomorphus shelfordi este o specie de șopârle din genul Sphenomorphus, familia Scincidae, descrisă de Boulenger 1900. Conform Catalogue of Life specia Sphenomorphus shelfordi nu are subspecii cunoscute.